# Thoracochaeta mediterranea
Thoracochaeta mediterranea är en tvåvingeart som beskrevs av Lorenzo Munari 1989. Thoracochaeta mediterranea ingår i släktet Thoracochaeta och familjen hoppflugor.
Artens utbredningsområde är Italien. Inga underarter finns listade i Catalogue of Life.